# كريس فلمنج
كريس فلمنج (بالإنجليزية: Chris Fleming)‏ هو مقدم تلفزيوني أمريكي، ولد في 13 مايو 1967 في شيكاغو في الولايات المتحدة.

## وصلات خارجية
- كريس فلمنج على موقع IMDb (الإنجليزية)
- كريس فلمنج على موقع قاعدة بيانات الفيلم (الإنجليزية)